# Одинокий отец
«Одинокий отец», также — «Отец-одиночка» (англ. Single Father) — четырехсерийная телевизионная драма от BBC. История посвящена фотографу Дэйву (Дэвид Теннант), вынужденному присматривать за своими четырьмя детьми в одиночестве после гибели в аварии их матери Риты (Лора Фрейзер). В сериале также показаны сложные и развивающиеся отношения между Дэйвом и лучшей подругой Риты Сарой (Сюранн Джонс). Первая серия была показана на канале BBC One 10 октября 2010 года в 9 вечера по Гринвичу и ее посмотрело 5,1 млн зрителей. BBC заявили, что у них нет планов на съемки продолжения.

## Съёмки
Так как производством сериала занималось отделение BBC Scotland, то основные съемки проходили в Глазго. Сцены в суде, включая помещения суда, снимались в местном суде шерифа в Пейсли, а часть работников суда сыграли роли статистов. Некоторые сцены снимались в Эдинбурге в Caledonian Hotel, Point Hotel, на Calton Hill и в Princes Street Gardens.

## В ролях
- Дэвид Теннант — Дэйв Тайлер.
- Лора Фрейзер — Рита.
- Сюранн Джонс — Сара, лучшая подруга Риты.
- Айла Блэр — Битти, приемная мать Риты.
- Уоррен Браун — Мэтт, партнер Сары.
- Руперт Грейвс — Стюарт, биологический отец Люси.
- Марк Хип — Робин, муж Анны.
- Нив Макинтош — Анна, сводная сестра Риты.
- Наташа Уотсон — Люси, пятнадцатилетняя дочь Риты от Стюарта.
- Крис Хегарти — Пол, одиннадцатилетний сын Риты и Дэйва.
- Роберт Диксон — Эван, девятилетний сын Риты и Дэйва.
- Милли Иннес — Иви, шестилетняя дочь Риты и Дэйва.
- Дженни Кинан-Грин — Мишель, первая жена Дэйва.
- Софи Кеннеди Кларк — Таня, восемнадцатилетняя дочь Дэйва от первого брака с Мишель, которая также имеет трехлетнего сына.
- Стивен МакКоул — Джимбо, друг Дэйва в команде по футболу.

## Отзывы
«Одинокий отец» получил смешанные отзывы в прессе. Тим Даулинг в The Guardian отметил, что фильм «эмоционально выматывающий», а Теннант в нем «великолепен». Эд Камминг в обзоре для The Telegraph отмечает, что фильму местами свойственен излишний мелодраматизм, но это отличная возможность увидеть Теннанта в непривычном для него амплуа, где он наконец-то может показать настоящие чувства.